# 맨돌: 잘나가는 아이돌
《맨돌: 잘나가는 아이돌》(メン☆ドル 〜イケメンアイドル〜 멘도루: 이케멘아이도루[*])은 2008년 10월 10일부터 12월 26일까지 TV 도쿄의 드라마 24 시간대에 방송된 텔레비전 드라마이다.

## 줄거리
아이돌이 되고싶은 여고생과 아르바이트생 아사히, 나미, 히나타는 우연히 범죄 현장을 목격하고 쫓기게 되자 연예소속사 사장 사에코에게 도움을 받게된다. 사에코의 눈에 띈 그녀들은 꽃미남 아이돌 그룹 '페르소나'로 데뷔하게 되는데...
등장인물[편집]

## 페르소나
의문의 범죄현장을 목격하고 쫓기게 된 아사히와 나미가 카모노하시 예능사의 대표인 카모노하시 사에코에 의해서 간신히 위기상황을 건지고 나서 얼떨곁에 데뷔하게 된 그룹. 여기에 히나타까지 추가되어 3인조가 된다. 전직 비주얼계 록밴드 출신의 멤버인 사에코의 야망에 의해서 남장아이돌로 컨셉을 잡는다. 참고로 이들의 예명인 리쿠, 카이, 쿠우를 그대로 읽으면 육해공이 된다.
와카마츠 아사히/리쿠 (코지마 하루나)
19세. 아이돌 지망의 여고생. 오디션을 마치고 나가던 도중에 쿠로다의 범죄현장을 나미와 함께 목격하고 나서 사건의 중심이 되는 아이템인 뿌루뿌루 라는 이름의 열쇠고리(스트랩)을 줍는다. 이로 인해서 쿠로다의 표적이 되어 쫒기고 있는 중이다. 멤버들 중에서 제일 키가 크며 써니 뮤직의 전무인 미요시 카츠유키와 엮인다. 하지만 그녀를 연모하는 프리 카메라맨인 지로와도 삼각관계로 엮이는 중이다. 7화에서 카츠유키와의 스캔들이 터지는 바람에 곤혹을 치룬 바 있다.
카와우치 나미/카이 (타카하시 미나미)
21세의 프리터로 직업은 편의점 점원. 남자처럼 드세고 할말 있으면 뭐든지 다하는 여장부 적인 성격. 아사히와 함께 쿠로다의 범죄현장을 우연히 목격하고 쿠로다의 표적이 되어서 아사히와 함께 쫒기고 있다. 리쿠인 아사히가 남자인 카츠유키 전무와 엮이고 있다면 이쪽은 같은 여자이자 몽키 프로 소속의 연예인인 레이와 엮이는 중이다.
오토와 히나타/쿠우 (미네기시 미나미)
18세로 로리타 패션의 모습을 하고 다니는 불가사의한 여고생. 어리버리하면서 착한 척으로 멤버들을 놀리고 있다. 세 명중에서 유일하게 쿠로다의 표적이 아니지만 제 4화부터 자신에게 작업을 건 남자로부터 구해지는 바람에 그에게 홀딱 반해버리고 만다. 하지만 이것이 화가 되어서 제 9화에서는 그의 순수한 마음을 이용하여 열쇠고리를 노리는 쿠로다에게 납치되어서 스트랩과 히나타를 교환하자는 행위에 인질로 이용되기도 하였다.

## 카모노하시 예능사
페르소나를 데뷔시킨 장본인들로 연애중인 사장인 카모노하시 사에코와 매니져인 마릴린의 두 명으로 이루어져 있다. 1화에서 나미의 언급에 의하면 과거에도 이곳에 많은 예능인들이 소속되어 있었으나 소속 연예인들을 연중무휴로 일을 굴리고 팬에게서 받은 선물까지 뺏어가고 심지어는 무보수로 혹사를 시켜서 소속인원들이 다 빠져나간 상태. 여담으로 카모노하시의 뜻은 오리너구리라는 뜻이다.
카모노하시 사에코 (히로타 레오나)
카모노하시 예능사의 사장 이자 마릴린의 연인이고 도구(깃털)나 옷안에 손을 넣어서 자신의 연인인 마릴린을 불러네고 키스를 한다. 아사히, 나미, 히나타의 3인을 스카우트 하고 꽃미남 아이돌 그룹인 페르소나로 데뷔시킨다. 숏컷의 짧은 바가지 머리가 특징이며 항상 채찍을 가지고 있어서 멤버들이 무언가 잘못을 할때마다 마릴린에게 채찍으로 때리는 등의 처벌을 하고있다. 또한 S급의 거유를 가지고 있는 여자임에도 불구하고 매니져인 마릴린과 사귀고 있는 레즈비언이기도 하다. 10화에서 밝혀진 바에 의하면 사실은 예전에 남자였던 사람이며 과거에는 비주얼 계 록밴드인 애니멀 크래쉬의 기타 담당멤버인 도기 이누야마였다.
마릴린 (안링 오브 조이토이)
카모노하시 예능사의 비서이자 키모노하시 사에코의 연인이자 사에코의 위험한 행동을 좋아하고 키스도 좋아하는 페르소나의 매니저. 사장인 사에코와 사귀고 있는 레즈비언. 망사 스타킹을 신고 있거나 섹시한 옷을 입고 있거나 하는등 멤버들을 아연실색 하게 하기도 하며 상당한 새디스트적인 성격이다.

## 몽키 프로덕션
회사명의 유래는 루팡 3세의 작가인 유명 만화가 몽키 펀치의 오마쥬.
사루카와 케이지 (타가와 요스케)
연예 사무소인 몽키 프로덕션의 사장. 쿠로다와 모종의 거래를 하고있는것으로 추정된다. 10화에서 사실 젊었을때는 3인조 비주얼 계의 밴드 애니멀 크래쉬의 리더인 몽키 사루카와 였으며 이누야마(現 카모노하시 사에코), 우도(現 미스터 U)와 함께 활동했었다.
레이 (타키가와 하나코)
몽키프로 소속의 인기가수. 도도하고 안하무인에다가 너무 지나치게 제멋대로인 성격. 하지만 그런 자신을 나무라면서 충고를 한 카이에게 반해버리는 바람에 그를 독점하려고 애쓰고 있다. 카이를 차지하기 위해서라면 수단과 방법을 가리지 않는 독단적인 성격 때문에 7화부터 일어난 카츠유키 전무와 리쿠의 스캔들 사건을 일으킨 진범이었다는 것이 9화에서 밝혀진다.

## TV TOHTO
이 작품의 세계관에서 존재하는 최고의 인기가요 프로그램인 MUSIC 10을 송출하는 방송국. 회사 이름의 유래는 테레비 도쿄의 패러디.
타치바나 쥰지 (이와타 슈지)
페르소나가 출연중인 MUSIC 10의 PD. 편성 프로듀서의 일도 유능하여 몽키 프로와 카모노하시 예능사의 일을 연결시켜 준다.
우시지마 타카아키 (카와쿠라 케이조)
MUSIC 10의 조연출.
타카하시 히로시 (후루야마 켄타로)
MUSIC 10의 FD.
나라후치 키요시 (카토 마사키)
MUSIC 10의 AD.

## 그 외
카와무라 지로 (카와다 나오키)[3]
와카마츠 아사히의 소꿉친구이자 신출내기 카메라맨. 언젠가 자신이 사진계를 반드시 주름잡아서 퓰리처 상을 수상받는 것과 아사히와의 결혼을 꿈꾸고 있다. 아사히가 페르소나의 리쿠인 것을 한동안 모르고 있었다가 5화에서 깨닫고 만다.
미스터 U (스기야마 히로유키)
쿠로다에게 열쇠고리(스트랩) 회수를 명령하는 수수께끼의 인물.[4] 사실 과거에 비주얼 록밴드인 애니멀 크래쉬의 드러머인 우도 우도하루였다는것이 8화에서 밝혀진다. 과거에는 애니멀 크래쉬의 드러머로 뛰어난 실력으로 인기몰이를 하였으나 같은 멤버였던 사루카와의 모략에 의해서 손을 크게 부상당하는 바람의 음악가로써의 생명이 끊어지고 만다.[5]
쿠로다 (하쿠류)
미스터 U의 지시를 받고 아사히와 나미를 집요하게 기회를 노리는 수수께끼의 남자. 아사히가 주운 열쇠고리 속에 숨겨져 있던 SD 메모리카드를 노리고 있다. 뜻밖에 히나타가 이 사람에게 반해버리는 바람에 쿠로쨩으로 불린다.[6] 나미와 아사히에게는 뱀눈의 남자로 불리는 모양.
미요시 카츠유키 (오오쿠치 켄고)
연예 사무소인 써니 뮤직의 젊은 전무. 괴짜이자 여자를 너무나도 밝히는 변태. 리쿠가 아사히라는 정체를 모르는채 그만 그에게 반해버리고 자신이 게이임을 깨닫는다. 참고로 그의 소속사인 써니 뮤직은 AKB 48의 과거 레이블이었던 소니 뮤직의 패러디.
카가 (오오무라 나미히코)
멤버들의 꿈을 짓밟은 악덕 사기꾼. 1화에서 나미의 언급으로 인해서 아이돌의 꿈을 가진 나미에게 사기를 칠 뻔한 전적이 있었으며 2화에서는 히나타에게 접대라는 명목하에 호텔로 유인하여 성폭행을 시도하려고 한적이 있었다. 한동안 소식이 뜸하다가 8화에서 소속사를 박차고 나온 페르소나 멤버들을 신생 레이블을 설립하자고 하여 꼬드기는데 음반 제작비로 무려 50만엔이 있어야 만들수있다고 하여 멤버들에게 온갖 알바 및 수영복 참가대회까지 나가게 하는등의 고생을 시키게 하지만 결국 돈을 받고 먹튀하여 잠적해버린다.